# Ramiro Gallo

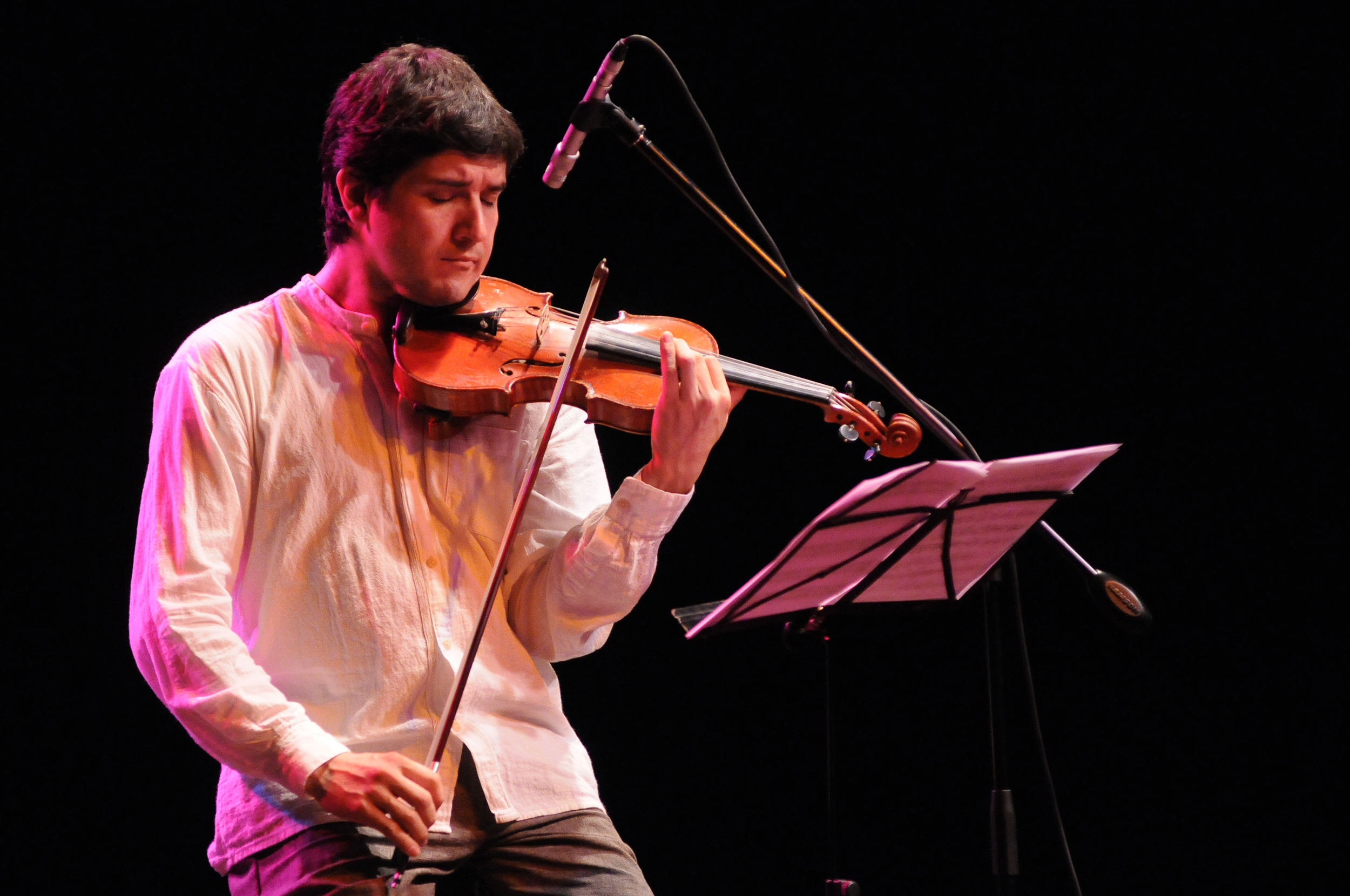
Ramiro Gallo 2011

Ramiro Gallo (* 1966 in der Provinz Santa Fe) ist ein argentinischer Tangomusiker.

## Leben
Als Sohn einer Musikerfamilie spielte Gallo bereits als Kind mit seinen Eltern und Geschwistern argentinische Volksmusik. Seine erste Ausbildung erhielt er im Kinderorchester der Provinz Santa Fe unter Leitung von Roberto Benítez. Später studierte er Geige bei Ljerko Spiller. Nach dem Studium war er Musiker in verschiedenen Sinfonie- und Kammerorchestern in Argentinien und Südafrika.
Mehrere Jahre lebte Gallo in Paraná. Hier gehörte er den Gruppen El Molino (mit Carlos Aguirre, Leonardo González und Luis Barbiero) und Indigo (mit dem Gitarristen Ernesto Méndez) an. Mit dem Trio Vázquez-Gallo-Barbiero nahm er das Album Barrio tranquilo auf. Von 1997 bis 2005 gehörte er der Gruppe  El Arranque an. Mit dieser unternahm er Konzertreisen durch Europa, Japan, Taiwan die USA und Lateinamerika. Bei einem Konzert im Lincoln Center in New York führte er mit El Arranque und dem Lincoln Center Jazz Orchestra unter Leitung von Wynton Marsalis seine Komposition Suite Borgeana (nach Motiven von Jorge Luis Borges) auf.
1998 übersiedelte Gallo nach Buenos Aires und wurde dort Mitglied des Orquesta del Tango de la Ciudad de Buenos Aires. Von 2000 bis 2008 war er dessen Erster Geiger und Assistent des Leiters Emilio Balcarce. Das Orchester trat u. a. im Théâtre national de Chaillot auf und arbeitete mit Musikern wie José Libertella, Julián Plaza, Atilio Stampone, Néstor Marconi und Raúl Garello.
2000 gründete Gallo ein eigenes Tangoquintett, dem der Gitarrist Martin Vázquez, die Bandoneonspielerin Lucía Ramírez, der Bassist Marcos Roffo und der Pianist Adrián Enríquez angehören. Er unternahm mit dem Quintett Tourneen durch mehrere europäische Länder, Thailand, Brasilien und China und nahm mit der Gruppe mehrere Alben auf. Später vergrößerte er sie zu der Septettformation Santa Fe Jazz Ensamble.
2001 reiste Gallo auf Einladung der Gruppe Tango Fusion nach Deutschland, wo er mit der Jenaer Philharmonie und dem
Rundfunk-Sinfonieorchester Berlin auftrat. Auf einer Japantournee 2004 trat er mit dem Bandoneonspieler Ryota Kumatsu auf. 2006 realisierte er mit seinem Quintett und der Kompagnie No bailarás unter Leitung der Choreographin Silvana Grill das Tanzspektakel Grotesca Pasión Trasnochada nach eigenen Kompositionen.
Im gleichen Jahr wurde Gallo zum Gastdirigenten des Orquesta Nacional de Música Argentina „Juan de Dios Filiberto“ gewählt, mit dem er eine Anzahl eigener Kompositionen aufführte. 2008 gründete er das Ensemble Ramiro Gallo y la Orquesta Arquetípica, mit dem er beim 10. Tangofestival von Buenos Aires debütierte. Mit diesem und den Gästen Ariel Ardit, Leopoldo Federico, Lidia Borda, Alberto Podestá und Víctor Lavallén nahm er das Album Arte Popular auf.

## Diskographie
- Vázquez-Gallo-Barbiero: Barrio tranquilo
- Ramiro Gallo Quinteto: Florece, 2002
- El Arranque: Calicos, 2003
- El Arranque: Cabulero, 2004
- Orquesta Escuela de Tango: Contrapunto, 2004
- Ramiro Gallo Quinteto: Espejada, 2006
- Ramiro Gallo Quinteto: Raras partituras, 2006
- Luis Borda: Alba, 2006
- Ramiro Gallo y la Orquestra Arquetípica: Arte Popular, 2008
- Ramiro Gallo Quinteto: Azul Ciudad, 2009
- Ramiro Gallo Quinteto: Suite Borgeana, 2009

## Kompositionen
- Concierto para quinteto y orquesta
- Dúo para violín y cello
- Florece
- Nueve miniaturas
- Proyecto Tango
- Seis imágenes für Streichensemble, Bläser, Gitarre, Bandoneon, Klavier und Perkussion
- Suite Borgeana